# Віра Балала II
Віра Балала II (каннада ವೀರ ಬಲ್ಲಾಳನд/н– бл. 1220) — магараджахіраджа Держави Хойсалів в 1173—1220 роках. В перший період найбільше з інших представників своєї династії розширив володіння, але наприкінці втратив усе на півночі, частково компенсувавши розширенням територій на півдні. На цей час також припадає найбільше культурне та економічне піднесення.

## Життєпис
Син Нарасімхи I. 1173 року скористався послаблення останнього внаслідок поразок від Джагадекамаллі III, магараджахіраджи Західних Чалук'їв, за підтримки малнадів (намісників) Ченгалви та Конгалви повстав і повалив Нарасімху I. Невдовзі за цим завдав поразки Джагадекамаллі III. Але вимушен був вести війну проти династії Кадавів на півдні.
За цим вступив у боротьбу з Південним Калачура, магараджа яким Самкана II 1178 року захопив важливу фортецю Хангал. 1179 року війська Хойсалів в битві біля Белволи зазнали тяжкої поразки від калачурського війська. До цієї війну втрутився Бхілама V, чакравартін Держави Сеунів, що претендував на спадок імперії Західних Чалук'їв. В результаті Віра Балала II визнав номінальну зверхність Бхілами V.
1183 року підтримав Сомешвару IV з Західних Чалук'їв у війні проти Бхілами V, допомігши тому відвоювати столицю Кальян. Але невдовзі почав з ним війну через намір Сомешвари IV відновити кордони колишньої імперії. До цієї боротьби долучився Бхілама V. Ймовірно дечь в цей період здійснив грабіжницький похід до регіону Лата (південносхідний Гуджарат), скориставшись складнощами Бгіми II Соланка, магараджахіраджи Гуджари.
За цим звернув увагу на південь, де підкорив державу Чера і раджів Тагадур, князівства, що межувало з державою Конгу, яке в свою чергу було васалом імперії Чола. У відповідь раджакесарі Кулотунга Чола III 1187 року виступив проти Віра Балали II. який 1188 року зазнав поразки. Але успіх Чола не був повним, а також почав повстання Джатаварман Куласекхар, володар Пандьї і васал Чола. Тому було укладено мирну угоду, за якою Віра Балала II оженився на представниці династії Чола.
1189 року війська Хойсалів захопили міста Банавасі та Ноламбаваді, де панувала місцева династія Ноламба, що визнала раніше владу Бхілами V. 1190 року було завдано поразки Сомешварі VI. 1191 року війська Сеунів рушили проти Віра Балали II, але зазнали тяжкої поразки в битві біля Соратури, а потім на Лаккунді. В результаті було захоплено міста Ерамбара, Курругод, Гутті і Хангал. Сеуни були витіснені на північ від річок Малапрабха та Крішна. Близько 1192 року Віра Баллала II провів урочисту церемонію, де оголосив себе володар усього регіону Карнатака. В наступні роки підкорив династії Кадамба, що панували в Баванасі та Гоа, династію Кадамба, а також низку сусідніх князівств. До 1196 року значно розширивши свої володіння.
Близько 1200 року вступив у новий конфлікт з Чола, чим скористався Сімгана II, чакравартін Держави Сеунів, який почав наступ на володіння Хойсалів на півночі. Для протидії цьому ворогу уклав союз з Парамара, володарями Малави (видав доньку за магараджахіраджу Арджунавармана I). Війна була запеклою. У трьох військових кампаніях 1200—1205, 1214—1217 і 1218—1220 роках війська Віра Балали II зазнали тяжких поразок, втративши усі володіння, раніше захоплені в Сеунів та васалів біля узбережжя Аравійського моря на північ від річки Тунґабгадра.
Водночас 1216 року виступив на допомогу Кулотунги Чола III проти Маравармана Сундари Пандья I, володаря Держави Пандья, який глибоко вдерся до держави Чола. 1217 року змусив супротивника відступити. На честь своїх успіхів прийняв почесні титули чоларадж'япратіштачар'я («Засновник держави Чола»), хойсала-чакраварті («Імператор Хойсала») і дакшина-чакраварті («Імператор півдня»). За цим також підпорядкував собі частини рівнини Кавері навколо Шрірангама (сучасний центральний Таміл Наду). Невдовзі вступив у протистояння з Неллоре Чода та їх сусідами, колишніми васалами Чола. Це спричинило конфлікт з Ганапатідевою, магараджею Держави Какатіїв. Але в цей час почався новий наступ війська Сеунів, тому володар Хойсалів повернувся до своїх володінь.
Помер Віра Балала II близько 1220 року. Йому спадкував син Нарасімха II.

## Культурна діяльність
Був покровителем літератури, що складалася мовою каннада. Найвідомішими поетами та письменниками цього часу були Джанна, Немічандра, Рудрабхатта, Харіхара, Рагхаванка. В цей же час філософ Мадгвачарья санскритом склав численні коментарі до Брахма-сутри, Бхагавад-гіти, а також до основних Упанішад.

### Будівництво
Продовжив традиції своїх діда та батька з масштабного будівництва, зокрема було завершено розширення та добудову храмів Ченнакешава у Белпурі, й Хойсалешвара у Дварасамудрі. Також було зведено храми Кедарешвара в Халебіду, Віра Нараяна в Белаваді, Амрутешвара в Амрутхапурі та подвійний ансамбль храмів Ченнакешава і Нагешвара в Мосалі.